# Marko Simonović (baloncestista de 1999)
Marko Simonović (en serbio Мaрко Симоновић, Kolašin, 15 de octubre de 1999) es un baloncestista montenegrino que pertenece a la plantilla del Türk Telekom B.K. de la BSL turca. Con 2,13 metros de estatura, juega en la posición de pívot.

## Trayectoria deportiva

### Primeros años
Surgido de la cantera del KK Budućnost Podgorica, con catorce años se desplazó a Italia para jugar en el PMS Basketball, un equipo de la Serie C, la cuarta categoría del país. En julio de 2017 firmó contrato con el Mens Sana Siena, que en aquel entonces militaba en la LegaDue. Jugó una temporada en la que promedió 5,3 puntos y 2,8 rebotes por partido.

### Profesional
El 18 de junio de 2018 firmó un contrato multianual con el KK Union Olimpija esloveno. Tras una temporada, en la que promedió 5,5 puntos y 4,4 rebotes por encuentro, el 19 de julio de 2019 Simonović fue cedido por dos temporadas al Mega Bemax. En su primera temporada promedió 16,2 puntos y 7,6 rebotes por partido, el mejor reboteador de la ABA Liga.
El 18 de noviembre de 2020 fue elegido en la cuadragésimo cuarta posición del Draft de la NBA de 2020 por los Chicago Bulls. El 18 de agosto de 2021, Simonović firmó oficialmente un contrato de tres años con los Bulls.
Tras dos temporadas en Chicago, el 6 de julio de 2023, es cortado por los Bulls.
El 8 de julio de 2023, firmó con el equipo serbio del Estrella Roja de Belgrado.
El 3 de enero de 2024 fue cedido al Beşiktaş de la BSL turca.
El 15 de junio de 2024 fichó por el Bahçeşehir Koleji S.K. de la BSL turca.
El 19 de julio de 2025 fichó por el Türk Telekom B.K., también de la BSL turca.

### Selección nacional
Durante agosto y septiembre de 2023 fue integrante de la selección de Montenegro que participó en el Mundial de 2023 celebrado en Asia, y que finalizó en decimoprimer lugar.

## Estadísticas de su carrera en la NBA

### Temporada regular
| Año     | Equipo  | PJ | PT | MPP | %TC  | %3P  | %TL  | RPP | APP | ROB | TPP | PPP |
| ------- | ------- | -- | -- | --- | ---- | ---- | ---- | --- | --- | --- | --- | --- |
| 2021-22 | Chicago | 9  | 0  | 3.9 | .267 | .200 | .727 | 1.1 | .0  | .1  | .1  | 1.9 |
| 2022-23 | Chicago | 7  | 0  | 2.9 | .286 | .250 | .500 | .3  | .0  | .0  | .0  | .9  |
| Total   | Total   | 16 | 0  | 3.4 | .273 | .222 | .692 | .8  | .0  | .1  | .1  | 1.4 |